# Léo (Burkina Faso)
Léo è un dipartimento del Burkina Faso classificato come città, capoluogo della provincia  di Sissili, facente parte della Regione del Centro-Ovest.
Il dipartimento si compone del capoluogo e di altri 19 villaggi: Betiessan, Boutiourou, Djansia, Djantiogo, Don, Fido, Fien, Kayero-Bo, Kayero-Tio, Koalga, Lan, Nabliliessan, Nadion, Onliassan, Outoulou, Sanga, Sissily, Taga, Wan.